# Список растений, занесённых в Красную книгу Кировской области
Список растений, занесённых в Красную книгу Кировской области включает 111 видов, занесённых в Красную книгу Кировской области, относящихся к трём отделам высших растений мохообразные (10 видов), папоротниковидные (9 видов) и покрытосеменные (89 видов), а также трём отделам водорослей в широком понимании: цианобактерии, красные водоросли и зелёные водоросли, каждый из которых представлен одним видом.
После названия вида римскими цифрами указана категория охраны
- I — вид находящийся под угрозой исчезновения
- II — редкий в недавнем прошлом вид, численность которого быстро сокращается
- III — редкий малочисленный вид
- IV — вид, статус редкости которого не установлен ввиду недостатка сведений
- V — восстановленный вид, выходящий из-под угрозы исчезновения

## Отдел Цианобактерии

### Класс Гормогониевые — Hormogoniophyceae

#### Семейство Ностоковые — Nostocaceae
- Носток сливовидный — Nostoc pruniforme (Ag.) Elenk. — III

## Отдел Красные водоросли

### Класс Флоридеевые — Florideophyceae

#### Семейство Батрахоспермовые — Batrachospermaceae
- Батрахоспермум четковидный — Batrachospermum moniliforme Roth — III

## Отдел Зелёные водоросли

### Класс Сифонокладовые — Siphonocladophyceae

#### Семейство Сфероплеевые — Sphaeropleaceae
- Сфероплея кольцевидная — Sphaeroplea annulina (Roth) Ag. — III

## Отдел Мохообразные

### Класс Листостебельные мхи — Musci

#### Семейство Политриховые — Polytrichaceae
- Атрихум желтоножковый — Atrichum flavisetum Mitt. — III

- Атрихум тоненький — Atrichum tenellum   (Rohl.) B. S. G. — III

#### Семейство Сплахновые — Splachnaceae
- Сплахнум бутылковидный — Splachnum ampullaceum Hedw. — III

#### Семейство Буксбаумиевые — Buxbaumiaceae
- Буксбаумия безлистная — Buxbaumua aphylla Hedw. — III

#### Семейство Фиссиденсовые — Fissidentaceae
- Фиссиденс моховидный — Fissidens bryoides Hedw. — III

#### Семейство Мниевые — Mniaceae
- Цинклидиум стигийский — Cinclidium stygium Sw. — III

#### Семейство Меезиевые — Meesiaceae
- Меезия длинноножковая — Meesia longiseta Hedw. — III

#### Семейство Неккеровые — Neckeraceae
- Неккера перистая — Neckera pennata Hedw. — III

#### Семейство Туидиевые — Thuidiaceae
- Туидиум нежный — Thuidium delicatulum (Hedw.) B. S. G. — III

#### Семейство Амблистегиевые — Amblystegiaceae
- Дрепаноклад тонкожилковый — Drepanocladus tenuinervis T. Kop. — III

## Отдел Папоротниковидные

### Класс Хвощевые — Equisetopsida

#### Семейство Хвощевые — Equisetaceae
- Хвощ камышковый — Equisetum scirpoides Michx — III

### Класс Многоножковые — Polypodiopsida

#### Семейство Гроздовниковые — Botrychiaceae
- Гроздовник виргинский — Botrychium virginianum  (L.) Sw. — III
- Гроздовник ланцетовидный — Botrychium lanceolatum (S. G. Gmel.) Angstr. — I
- Гроздовник ромашколистный — Botrychium matricariifolium A. Br. ex Koch — I

#### Семейство Кочедыжниковые — Athyriaceae
- Пузырник горный — Cystopteris montana (Lam.) Desv. — III
- Пузырник судетский — Rhizomatopteris sudetica  (A. Br. et Milde)  A. Khokhr. — III

#### Семейство Щитовниковые — Aspidiaceae
- Голокучник Роберта — Gymnocarpium robertianum (Hoffm.) Newm. — III

#### Семейство Костенцовые — Aspleniaceae
- Костенец рута постенная — Asplenium ruta-muraria L.  — I

#### Семейство Сальвиниевые — Salviniaceae
- Сальвиния плавающая — Salvinia natans  (L.) All. — III

## Отдел Покрытосеменные

### Класс Двусемядольные — Magnoliopsida

#### Семейство Кувшинковые — Nymphaeaceae
- Кубышка малая — Nuphar pumila (Timm) DC.) — III
- Кувшинка четырёхгранная — Nymphaea tetragona Georgi) — III

#### Семейство Лютиковые — Ranunculaceae
- Ветреница лесная — Anemone sylvestris L.) — III
- Василистник водосборолистный — Thalictrum aquilegifolium L. — III
- Горицвет весенний — Adonis vernalis  L. — I
- Горицвет сибирский — Adonis sibirica Patrin. ex Ledeb. — III
- Живокость клиновидная — Delphinium cuneatum Stev.  ex  DC. — I
- Прострел желтеющий — Pulsatilla flavescens  (Zuccar.) Juz. — III

#### Семейство Гвоздичные — Caryophyllaceae
- Гвоздика Борбаша — Dianthus borbasii  Vandas — III
- Гвоздика песчаная — Dianthus arenarius L. — II
- Гвоздика Фишера — Dianthus fischeri Spreng. — IV
- Качим метельчатый — Gypsophila paniculata L. — III
- Смолёвка днепровская — Silene borysthenica (Grun.) Walters — III
- Ясколка даурская — Cerastium davuricum  Fisch. ex Spren — III

#### Семейство Пионовые -Paeoniaceae
- Пион уклоняющийся — Paeonia anomala L. — II

#### Семейство Капустные — Brassicaceae
- Шиверекия подольская — Schivereckia podolica (Bess.) Andrz. ex DC.) — II

#### Семейство Вересковые — Ericaceae
- Вереск обыкновенный — Calluna vulgaris (L.) Hull) — III

#### Семейство Водяниковые — Empetraceae
- Водяника чёрная — Empetrum nigrum L. — III

#### Семейство Первоцветные — Primulaceae
- Кортуза Маттиоли — Cortusa matthioli L. — II
- Первоцвет крупночашечный — Primula macrocalyx Bunge — III

#### Семейство Молочайные — Euphorbiaceae
- Молочай Бородина — Euphorbia borodinii Sambuk — III

- Молочай тонкий — Euphorbia subtilis  Prokh. — I

#### Семейство Толстянковые — Crassulaceae
- Тиллея водная — Tillaea aquatica L. — III

#### Семейство Камнеломковые — Saxifragaceae
- Камнеломка болотная — Saxifraga hirculus L. — III

#### Семейство Розовые — Rosaceae
- Вишня кустарниковая — Cerasus fruticosa Pall. — III
- Лапчатка пенсильванская — Potentilla pensylvanica L. — I
- Лапчатка распростёртая — Potentilla humifusa (Willd.) ex  Schlecht. — III
- Таволга обыкновенная — Filipendula vulgaris Moench — III

#### Семейство Бобовые — Fabaceae
- Астрагал серповидный — Astragalus falcatus Lam. — III
- Клевер люпиновый — Trifolium lupinaster L. — III

#### Семейство Дербенниковые — Lythraceae
- Бутерлак очереднолистный — Peplis alternifolia Bieb. — III

#### Семейство Кипрейные — Onagraceae
- Двулепестник парижский — Circaea lutetiana L. — III

#### Семейство Гераниевые — Geraniaceae
- Герань кроваво-красная — Geranium sanguineum L. — III

#### Семейство Сельдерейные — Apiaceae
- Лазурник трёхлопастный — Laser trilobum (L.) Borkh. — III
- Подлесник Жиральда — Sanicula giraldii H. Wolff — III
- Синеголовник плоский —Eryngium planum L. — III

#### Семейство Вахтовые — Menyanthaceae
- Болотоцветник щитковый — Nymphoides peltata (S. G. Gmel.) O. Kuntze — III

#### Семейство Горечавковые — Gentianaceae
- Горечавка легочная — Gentiana pneumonanthe L. — III

#### Семейство Бурачниковые — Boraginaceae
- Пупочник ползучий — Omphalodes scorpioides (Haenke) Schrank — III

#### Семейство Норичниковые — Scrophulariaceae
- Вероника крапиволистная — Veronica urticifolia Jacq. — III
- Мытник скипетровидный — Pedicularis sceptrum-carolinum L. — III
- Наперстянка крупноцветковая — Digitalis grandiflora Mill. — III

#### Семейство Яснотковые — Lamiaceae
- Зеленчук жёлтый — Galeobdolon luteum Huds. — III
- Котовник венгерский — Nepeta pannonica L. — III
- Тимьян Маршалла — Thymus marschallianus Willd. — I
- Тимьян блошиный — Thymus ovatus Mill. — III

#### Семейство Колокольчиковые — Campanulaceae
- Колокольчик болонский — Campanula bononiensis L.) — III

#### Семейство Астровые — Asteraceae
- Василек сумской — Centaurea sumensis Kalen.) — III
- Наголоватка васильковая — Jurinea cyanoides (L.) Reichenb. — III
- Пиретрум щитковый — Pyrethrum corymbosum (L.) Scop. — III
- Посконник коноплевый — Eupatorium cannabinum L. — III
- Серпуха венценосная — Serratula coronata L. — III
- Цмин песчаный — Helichrysum arenarium (L.) Moench — I

### Класс Односемядольные — Liliopsida

#### Семейство Лилейные — Liliaceae
- Лилия кудреватая — Lilium martagon L. — II

#### Семейство Орхидные — Orchidaceae
- Венерин башмачок настоящий — Cypripedium calceolus L. — III
- Венерин башмачок пятнистый — Cypripedium guttatum Sw. — III
- Гаммарбия болотная — Hammarbya paludosa (L.) O. Kuntze — II
- Гнездовка настоящая — Neottia nidus-avis (L.) Rich. — III
- Дремлик болотный — Epipactis palustris (L.) Crantz — III
- Калипсо луковичная — Calypso bulbosa (L.) Oakes — III
- Кокушник длиннорогий — Gymnadenia conopsea (L.) R.Br. — III
- Ладьян трёхнадрезный — Corallorhiza trifida Chatel. — III
- Липарис Лезеля — Liparis loeselii (L.) Rich.) — III
- Надбородник безлистный — Epipogium aphyllum Sw.) — II
- Неоттианта клобучковая — Neottianthe cucullata (L.) Schlechter — I
- Пальчатокоренник балтийский — Dactylorhiza baltica (Klinge) Orlova — III
- Пальчатокоренник кровавый — Dactylorhiza cruenta (O. F. Muel.) Soó — III
- Пальчатокоренник майский — Dactylorhiza majalis (Reichenb.) P. F. Hunt et Summerhayes — III
- Пальчатокоренник пятнистый — Dactylorhiza maculata (L.) Soó — III
- Пальчатокоренник Траунштейнера — Dactylorhiza traunsteineri (Saut.) Soó — III
- Пололепестник зелёный — Coeloglossum viride (L.) С. Hartm. — III
- Пыльцеголовник красный — Cephalantera rubra (L.) Rich. — III
- Тайник сердцевидный —Listera cordata (L.) R. Br.  — II
- Ятрышник шлемоносный —Orchis militaris L. — II

#### Семейство Ситниковые — Juncaceae
- Ситник стигийский — Juncus stygius L. — III

#### Семейство Осоковые — Cyperaceae
- Осока белая — Carex alba Scop. — III
- Осока богемская — Carex bohemica Schreb. — II
- Осока волосовидная — Carex capillaris L. — II
- Осока головчатая — Carex capitata L.— III
- Осока жёлтая — Carex flava L. — III
- Осока средняя — Carex media   R. Br. — III
- Пухонос альпийский — Baeothryon alpinum (L.)  Egor. — III
- Пухонос дернистый — Baeothryon caespitosum (L.) A. Dietr. — III

#### Семейство Мятликовые — Poaceae
- Ковыль перистый — Stipa pennata L. — II
- Коротконожка лесная — Brachypodium sylvaticum (Huds.) Beauv. — III
- Полевица Корчагина — Agrostis korczaginii Senjan.-Korcz. — III
- Схизахна мозолистая — Schizachne callosa (Turcz. Ex Griseb.) Ohwi — III
- Тонконог сизый — Koeleria glauca  (Spreng.) DC. — III
- Трищетинник сибирский — Trisetum sibiricum Rupr. — III

## Распределение видов по категориям охраны
Наибольшее число видов растений Красной книги Кировской области включены в III категорию охраны (87 видов). К I категории относятся 11 видов, к II категории — 12 видов. Только один вид заслуживает IV категории.